# Зайцеви
За́йцеви (рос. Зайцевы) — присілок у складі Котельницького району Кіровської області, Росія. Адміністративний центр Зайцевського сільського поселення.
Населення становить 436 осіб (2010, 486 у 2002).
Національний склад станом на 2002 рік — росіяни 98 %.